# Melvin (Illinois)
Melvin es una villa ubicada en el condado de Ford en el estado estadounidense de Illinois. En el Censo de 2010 tenía una población de 452 habitantes y una densidad poblacional de 522,51 personas por km².

## Geografía
Melvin se encuentra ubicada en las coordenadas 40°34′17″N 88°14′49″O / 40.57139, -88.24694. Según la Oficina del Censo de los Estados Unidos, Melvin tiene una superficie total de 0.87 km², de la cual 0.87 km² corresponden a tierra firme y (0%) 0 km² es agua.

## Demografía
Según el censo de 2010, había 452 personas residiendo en Melvin. La densidad de población era de 522,51 hab./km². De los 452 habitantes, Melvin estaba compuesto por el 98.23% blancos, el 0.88% eran afroamericanos, el 0% eran amerindios, el 0.22% eran asiáticos, el 0% eran isleños del Pacífico, el 0.22% eran de otras razas y el 0.44% pertenecían a dos o más razas. Del total de la población el 2.88% eran hispanos o latinos de cualquier raza.